# Віташкевич Олександр Микитович
Олександр Микитович Віташкевич (23 лютого 1928, с. Рогановичі, Чашницький район — 26 липня 2009, Мінськ) — Герой Соціалістичної Праці (1960).
З 1952 року на Мінському верстатобудівному заводі імені Кірова, з 1957 токар-розточник Мінського заводу автоматичних ліній. Звання Героя присвоєно за виробничі успіхи й ініціативу в організації змагання за звання бригад і ударників комуністичної праці.
Кандидат в члени ЦК КПБ 1960-66, 1971-76. Депутат Верховної Ради СРСР у 1962-66. Член Радянського комітету захисту миру з 1974.